# (1048) Feodosia
(1048) Feodosia est un astéroïde de la ceinture principale découvert le 29 novembre 1924 par l'astronome allemand Karl Reinmuth à l'observatoire du Königstuhl près de Heidelberg. Sa désignation provisoire était 1924 TP. Il tire son nom de la ville ukrainienne Théodosie située sur la presqu'île de Crimée. L'astéroïde a occulté l'étoile TYC 1236-138 le 22 novembre 2005.
Sa distance minimale d'intersection de l'orbite terrestre est de 1,225929 ua.